# Giovanni Antonio Scopoli
Conte Giovanni Antonio Scopoli, auch Johann Anton Scopoli (* 13. Juni 1723 in Cavalese; † 8. Mai 1788 in Pavia) war ein tirolisch-habsburgischer, italienischer Arzt und Naturforscher. Sein botanisches Autorenkürzel lautet „Scop.“

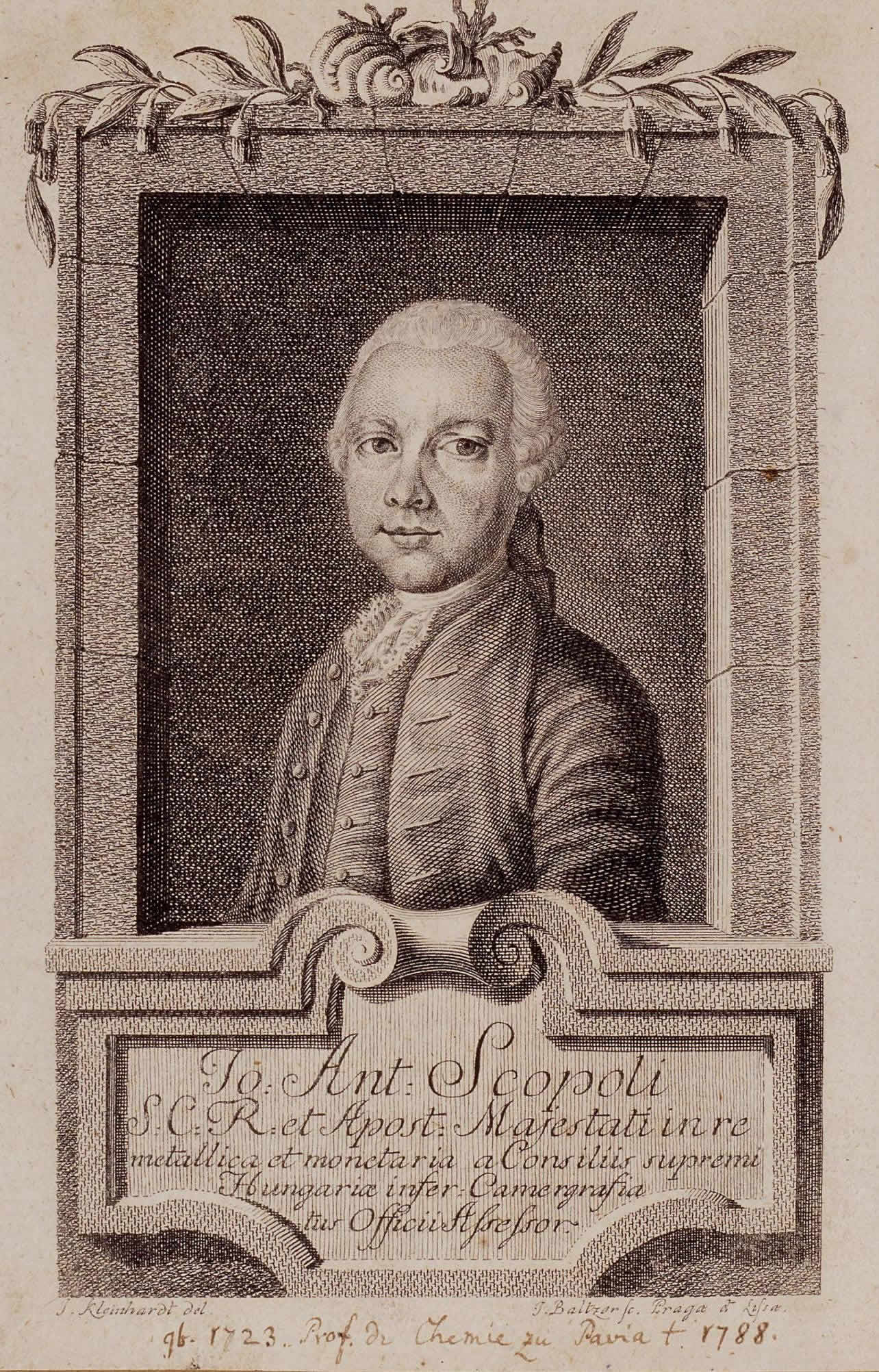
Giovanni Antonio Scopoli

## Leben und Wirken
Scopoli wurde in Cavalese im Val di Fiemme, damals in der zur Habsburgermonarchie gehörenden Grafschaft Tirol, geboren. Sein Vater Franz Anton war Jurist und Kriegskommissar des Fürstbischofs von Trient, seine Mutter Claudia Katharina entstammte der Trientiner Patrizierfamilie von Gramola. Er besuchte die Gymnasien in Cavalese, Trient und Hall in Tirol. An der Universität Innsbruck promovierte er 1743 mit der Arbeit „De diaeta litteratorum“ und praktizierte anschließend als praktischer Arzt in Cavalese, Trient und Venedig. Im Alter von 26 Jahren heiratete er Albina von Miorini aus Cavalese.
Einen Großteil seiner Zeit widmete er seit seiner Jugend dem Studium der Tier- und Pflanzenwelt seiner Heimat Tirol. Da es zu seiner Zeit in Innsbruck keine Vorlesungen über Naturgeschichte gab, erwarb er das notwendige Wissen autodidaktisch, vor allem aus den Werken von Joseph Pitton de Tournefort, John Ray und Carl von Linné. Er legte umfangreiche Pflanzen- und Insektensammlungen an.
Für zwei Jahre wurde er Privatsekretär des Fürstbischofs von Seckau Leopold Ernst von Firmian. In dieser Zeit bereitete er sich auf das Physikat an der medizinischen Fakultät der Universität Wien vor (ein Physicus war ein beamteter, in Landesdiensten stehender Arzt), das er 1753 bestand.
1754 wurde er für 700 Gulden Jahresgehalt Physicus in Idria im damaligen Herzogtum, der heute slowenischen Region Krain als Werksarzt des dortigen, im Eigentum der kaiserlichen Hofkammer stehenden Quecksilberbergwerks. Auf der Fahrt dorthin versank das Schiff, in dem er mit seiner Frau reiste, in der Donau, so dass er seinen Hausrat und alle damaligen Unterlagen verlor. Er verbrachte dort 16 Jahre in dauerndem Konflikt mit dem Direktor, Bergrat von Sartori, der ihm neben ständigen Streitereien um Wohnung, Arbeitsmittel und Zuwendungen vorwarf, zu viel Zeit mit seinen naturwissenschaftlichen Untersuchungen zu verbringen. 1757 beschwerte Sartori sich offiziell über ihn in Wien, woraufhin er von der Kaiserin für sein Betragen verwarnt wurde. 1758 starb seine Frau in Idria, er verheiratete sich 1758 neu mit Katharina von Frankenfeld. 1763 ersuchte er erfolglos wegen seiner schlechten Gesundheit um seine Versetzung oder Pensionierung aufgrund der ungesunden Luft in Idria. Der Bergwerksdirektor und der Werksapotheker beschwerten sich im selben Jahr in Wien, dass „sich Scopoli 8, 14 Tage, auch 3 Wochen von hier entfernt, um der botanic zu obliegen und der insecten zu colligiren“. Trotz des Streits wird Scopoli 1763 zusätzlich zum Professor für Metallurgie und Chemie an die neu begründete Bergschule in Idria ernannt. Seine Gesuche zum Bau eines Laboratoriums wurden aus Kostengründen abschlägig beschieden. 1766 wurde ein weiterer Naturforscher, Belsazar Hacquet, als Chirurg und „Accucheur“ (Geburtshelfer) in Idria angestellt; dieser hatte die Stelle unter anderem deshalb gewählt, um von Scopoli in Botanik unterrichtet zu werden. 1768 kam es aber wegen ihrer ärztlichen Pflichten zu Differenzen zwischen ihnen.
Scopoli verließ Idria im Jahr 1769, um eine neue Stelle als Professor für Chemie und Metallurgie an der Bergakademie Schemnitz (heute Banská Štiavnica, Slowakei) anzutreten, die durch den Weggang von Nikolaus Joseph von Jacquin an die Universität Wien frei geworden war. Diese mit 2000 Gulden dotierte Stelle hatte er bis 1776 inne. Hier heiratete er nach dem Tod seiner zweiten Frau zum dritten Mal, die Schemnitzerin Caroline von Freyenau. Aus der Ehe ging 1773 ein Sohn, Johann genannt, hervor, der später als Statistiker bekannt wurde. Scopoli bewarb sich erfolglos auf eine neue Professur für Naturgeschichte an der Universität Wien, ihm wurde aber der Apotheker Johann Jakob von Well vorgezogen.
1776 wechselte Scopoli als Professor für Chemie und Botanik an die Universität Pavia, im damaligen Herzogtum Mailand. Dort geriet er bald in heftigen Streit mit seinem Kollegen Lazzaro Spallanzani, der ihn, nach anfänglicher Zusammenarbeit, des Diebstahls von Sammlungsmaterial beschuldigte. Das Material tauchte etwas später wieder auf, in Spallanzanis eigenem Haus; dieser konnte aber dem Vorwurf des Diebstahls dadurch entgehen, dass er angab, es nur zur Sortierung und Bestimmung dahin verbracht zu haben. Aus Ärger über den Gesichtsverlust schob Spallanzani dem Kollegen einen von ihm aus Hühnerinnereien selbst fabrizierten „Eingeweidewurm“ unter. Scopoli fiel auf den Schwindel rein und publizierte den „Wurm“ unter dem Namen Physis intestinalis in seiner 1786 erschienenen Deliciae florae et faunae Insubricae (…). Spallanzani machte die Schwindelei alsdann in einem unter Pseudonym veröffentlichten Werk öffentlich und setzte seinen Konkurrenten so der Lächerlichkeit aus. Der schon länger kränkelnde und fast blinde Scopoli überlebte die Demütigung nicht lange; er ist 1788 in Pavia verstorben. In seinem Todesjahr veröffentlichte er in lateinischer Sprache seine Autobiographie „Vitae meae vices“.

## Ehrungen und Mitgliedschaften
Das Alkaloid Scopolamin trägt seinen Namen. Auch die Pflanzengattung Tollkraut (Scopolia Jacq. corr. Link) aus der Familie der Nachtschattengewächse (Solanaceae) wurde nach ihm benannt.
Scopoli war Mitglied der Agriculturgesellschaft in Steyer, Görz und Gradiska.

## Werke
Scopoli veröffentlichte zahlreiche wissenschaftliche Werke, in der Regel in lateinischer Sprache, die vielfach noch zu Lebzeiten ins Deutsche übersetzt wurden.
Seine 1760 veröffentlichte Flora carniolica beschreibt etwa 1.600 heimische Pflanzen, darunter 56 bis dahin unbekannte. Die 1763 veröffentlichte Entomologia carniolica gilt heute als Hauptwerk der Insektenkunde. In den Jahren 1760 bis 1775 pflegte Scopoli einen regen Briefwechsel mit Carl von Linné.
Im Winter 1760 begann er mit der Untersuchung von Erdarten und Erze, mit welchen der gütigste Schöpfer die Idrianischen Quecksilbergruben bereichert hat, mit dem festen Entschlusse, sie auf meine Kosten an das Licht zu stellen, wie es auch geschehen ist. Das daraus entstandene Werk Einleitung zur Kenntniß und Gebrauch der Foßilien als eine Systematik von Erden und Minern (Mineralen) nutzte er als Grundlage für seine Vorlesungen über die Elementae Metallurgiae dogmaticae und practicae.
- De affectibus animi dissertatio physico-medica. Trient 1753.
- Flora Carniolica. Edler von Trattner, Wien 1760. 2. Auflage Krauss, Wien 1772.
- Entomologia carniolica. Edler von Trattner, Wien 1763.
- Annus I–V historico-naturalis. Hilscher, Leipzig 1768–72 (enthält Erstbeschreibungen von Tierarten für heute noch gültige wissenschaftliche Namen; übersetzt von Günther und Johann Valentin Meidinger 1770–81[4]).
- Einleitung zur Kenntniß und Gebrauch der Foßilien. Für die Studirenden. Verlag Johann Friedrich Hartknochs, Riga / Mietau 1769 (eine frühe Systematik der Minerale und Gesteine).
- Bemerkungen aus der Naturgeschichte. Leipzig 1770.
- Abhandlung vom Kohlenbrennen. Wien 1771.
- De Hydrargyro Idriensi tentamina physico-chymico-medica. Jena, Leipzig 1771.
- Preis-Schrift über die Frage von den Ursachen des Mangels an Dünger in Görtz und Gradiska. Wien 1771.
- Dissertationes ad scientiam naturalem pertinentes. Gerle, Prag 1772.
- Principia mineralogiæ systematicæ et practicæ succincte exhibentia structuram telluris. Gerle, Prag 1772.
- Crystallographia Hungarica. Gerle, Prag 1776.
- Fundamenta chemicae praelectionibus publicis accomodata. Gerle, Prag 1777.
- Introductio ad historiam naturalem. Gerle, Prag 1777.
- Principi di mineralogia. Venedig 1778.
- Fundamenta botanica. Wappler, Pavia, Wien 1783–86.
- Anfangsgründe der Metallurgie. Moeßle, Schwan & Götz, Wien / Mannheim 1786–89.
- Deliciae Florae et Faunae Insubricae. Salvatoris, Pavia 1786–88.
- Elementi di chimica e di farmacia. Pavia 1786.
- Physikalisch-chemische Abhandlung vom Idrianischen Quecksilber und Vitriol. Lindauer, München 1786.
- Abhandlung von den Bienen und ihrer Pflege. Wien 1787 (übersetzt von Karl Meidinger).